# 松室三郎
松室 三郎（まつむろ さぶろう、1926年2月15日 - 2007年6月6日）は、日本のフランス文学者。立教大学名誉教授。

## 略歴
長崎県生まれ。1953年東京大学文学部仏文科卒。立教大学助教授・教授、1992年定年退任し、名誉教授。ステファヌ・マラルメを軸にフランス象徴主義・詩学を研究した。
2007年6月6日、急性骨髄性白血病のため死去。

## 共編
- 『マラルメ・テキストデータベース　「ディヴァガシオン」』 竹内信夫、金子正勝共編、多賀出版、1991

## 翻訳
- ボードレール「アシーシュの詩」渡辺一夫共訳『世界文学大系 33 ポオ ボオドレール』筑摩書房、1959
- マラルメ「書簡」、鈴木信太郎共訳 『世界文学大系 43 マラルメ ヴェルレーヌ ランボオ』筑摩書房、1962
- ヴィリエ・ド・リラダン「栄光製造機」『世界の文学 52 フランス名作集』中央公論社、1966
- ヴァレリー「散文詩」佐藤正彰・鈴木信太郎共訳『ヴァレリー全集1 詩集』筑摩書房、1967
- アンヌ・マリエル『カジノで逢った女』主婦の友社、1970
- マラルメ「書簡、自叙伝、詩に関する書簡」、『筑摩世界文学大系 48 マラルメ、ヴェルレーヌ、ランボオ』筑摩書房、1974
- ヴァレリー「天使」、鈴木信太郎共訳『筑摩世界文学大系 56 クローデル、ヴァレリー』筑摩書房、1976
- 『マラルメ　詩と散文』 筑摩書房〈筑摩叢書〉 1987
- 「ディヴァガシオン」、『マラルメ全集 2』 筑摩書房、1989。菅野昭正・清水徹・阿部良雄・渡辺守章と編集委員。
- 「詩・イジチュール」、『マラルメ全集 1』 筑摩書房、2010。全5巻完結
  - 菅野昭正、渡辺守章、安藤元雄、清水徹、竹内信夫共訳